# Sofia Carson

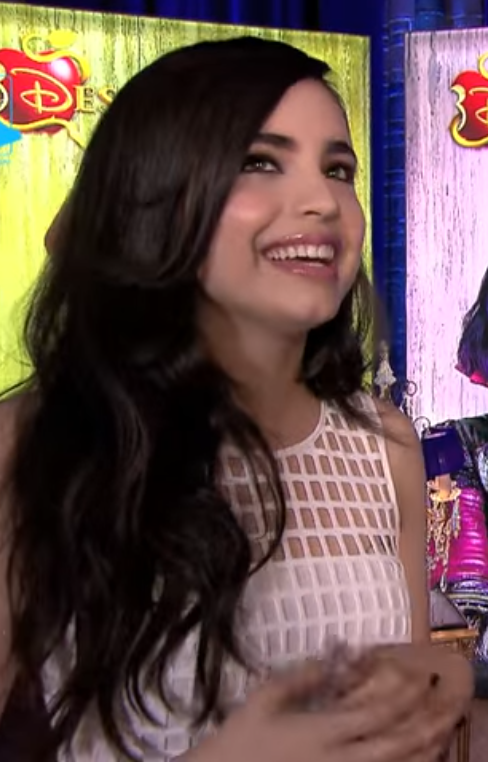
Sofia Carson (2015)

Sofía Daccarett Char, beter bekend als Sofia Carson (Fort Lauderdale, 10 april 1993), is een Amerikaanse zangeres en actrice. Haar eerste optreden op televisie was in een gastrol in de Disney Channel-show, Austin & Ally. In 2015 verscheen ze als Evie, de dochter van de boze koningin uit Sneeuwwitje, in de Disney Channel Original Movie Descendants en in de vervolgen uit 2017, Descendants 2, en 2019, Descendants 3. In 2016 verscheen ze als Melanie Sanchez in Tini: Het nieuwe leven van Violetta en Tessa in A Cinderella Story: If the Shoe Fits.

## Privé
Carson werd geboren in Fort Lauderdale, Florida. Ze ging naar St. Hugh School en studeerde af aan Carrollton School of the Sacred Heart in Miami. Ze ging naar de In Motion Dance Studio, waar ze deel uitmaakte van het IMPAC Youth Ensemble-programma.

## Carrière
In 2012 werd Carson een platencontract aangeboden bij Broadcast Music als een singer-songwriter. Haar acteercarrière werd gelanceerd in 2014 toen ze Chelsea speelde in de Disney Channel serie Austin & Ally. Een paar maanden later kreeg Carson ook een gastrol, Soleil uit de serie Faking It van MTV.
In 2014 werd ze in een hoofdrol gegoten in de Disney Channel Original Movie Descendants. Sofia Carson speelt hierin Evie, de dochter van de boze koningin uit Sneeuwwitje.
Op 9 januari 2015 werd Carson een hoofdrolpersonage in de opkomende Disney Channel Original Movie Adventures in Babysitting. Het filmen begon in het voorjaar van 2015, voor een vroege televisiepremière in 2016.
In maart 2016 kondigde The Hollywood Reporter aan dat Carson de hoofdrol zou spelen in de nieuwste aflevering van de serie A Cinderella Story, A Cinderella Story: If the Shoe Fits, geproduceerd door Dylan Sellers, die op dvd wordt uitgebracht.
In een interview in augustus 2015 verklaarde Carson dat ze aan haar eerste album werkte.
In maart 2016 hebben Hollywood Records en Republic Records officieel aangekondigd dat Sofia een gezamenlijke wereldwijde recordovereenkomst heeft gesloten met beide bedrijven. Haar debuutsingle is Love Is the Name, een samenwerking met Opus namelijk Live Is Life, en werd vrijgegeven op 8 april. Sofia Carsons debuutsingle Love Is the Name maakte radiopremière op 4/7.
Sinds 7 maart 2016 heeft Carson getekend bij het wereldwijde label VEVO. Carson heeft op 26 augustus 2016 een promotie-single uitgebracht met de titel I'm Gonna Love You. Op 27 januari 2017 bracht ze haar single Back to Beautiful uit met Alan Walker en op 15 februari 2017 bracht ze de officiële videoclip op YouTube uit. Tot en met september 2017 heeft het meer dan 19 miljoen views verzameld.
Haar nieuwe single Ins and Outs is geschreven door Julia Michaels.
Carson heeft opgetreden in NBC's Thanksgiving-parade 2015, ABC's Disney Parks Christmas Celebration, Feliz 2016 van Univision (New Year's Eve Special) en de 2016 Radio Disney Music Awards, en was presentator van ABC's Disneyland 60th Anniversary Special.
Carson hernam haar rol als Evie in de films Descendants 2 en Descendants 3

## Rollen
| Jaar | Titel                                      | Rol             |
| ---- | ------------------------------------------ | --------------- |
| 2015 | Descendants                                | Evie            |
| 2016 | Tini: Het nieuwe leven van Violetta        | Melanie         |
| 2016 | A Cinderella Story: If the Shoe Fits       | Tessa/Bella     |
| 2016 | Disney Channel's Adventures in Babysitting | Lola Perez      |
| 2017 | Descendants 2                              | Evie            |
| 2019 | Descendants 3                              | Evie            |
| 2020 | Feel the Beat                              | April Dibrina   |
| 2022 | Purple Hearts                              | Cassie Salazar  |
| 2024 | Carry-On                                   | Nora Parisi     |
| 2025 | The Life List                              | Alex Rose       |
| 2025 | My Oxford Year                             | Anna De La Vega |

| Jaar     | Titel                                   | Rol                                   |
| -------- | --------------------------------------- | ------------------------------------- |
| 2014     | Austin & Ally                           | Chelsea                               |
| 2014     | Faking It                               | Soleil                                |
| 2015–... | Descendants: Wicked World               | Evie                                  |
| 2016     | Soy Luna                                | speelt zichzelf                       |
| 2016     | Walk the Prank                          | speelt zichzelf                       |
| 2017     | Spider-Man                              | Keemia Alvarado/Keemia Marko/Sandgirl |
| 2018     | Famous in Love                          | Sloane                                |
| 2019     | Pretty Little Liars: The Perfectionists | Ava                                   |

## Singles
| Jaar | Titel                                                                                            | Film / eigen single                       |
| ---- | ------------------------------------------------------------------------------------------------ | ----------------------------------------- |
| 2015 | Rotten To The Core (soloversie)                                                                  | Disney Descendants                        |
| 2015 | Rotten To The Core (met Dove Cameron & Booboo Stewart & Cameron Boyce)                           | Disney Descendants                        |
| 2015 | Set It Off (met Dove Cameron & Booboo Stewart & Cameron Boyce & Mitchell Hope)                   | Disney Descendants                        |
| 2015 | Good Is The New Bad (met Dove Cameron & China Anne McClain)                                      | Descendants Wicked World                  |
| 2016 | Love Is The Name                                                                                 | Single                                    |
| 2016 | Love Is The Name (ft. J Balvin)                                                                  | Single                                    |
| 2016 | Wildside (met Sabrina Carpenter)                                                                 | Adventures in Babysitting                 |
| 2016 | I'm Gonna Love You                                                                               | Single                                    |
| 2017 | Back To Beautiful (ft. Alan Walker)                                                              | Single                                    |
| 2017 | Ways To Be Wicked (met Dove Cameron & Booboo Stewart & Cameron Boyce)                            | Disney Descendants 2                      |
| 2017 | Chillin Like A Villian (met Booboo Stewart & Cameron Boyce & Mitchell Hope)                      | Disney Descendants 2                      |
| 2017 | Space Between (met Dove Cameron)                                                                 | Disney Descendants2                       |
| 2017 | You And Me (met Dove Cameron & Booboo Stewart & Cameron Boyce & Mitchell Hope)                   | Disney Descendants 2                      |
| 2017 | Ins And Outs                                                                                     | Single                                    |
| 2017 | Chillin Like A Snowman                                                                           | Single (Remix van Chillin Like A Villian) |
| 2018 | Rumors (met R3HAB)                                                                               | Single                                    |
| 2018 | Different World (met Alan Walker & K-391 & Corsak)                                               | Single                                    |
| 2019 | Good to be bad (met Dove Cameron & Booboo Stewart & Cameron Boyce & Jadah Marie & Anna Cathcart) | Disney Descendants 3                      |
| 2019 | One Kiss (met Dove Cameron & China Anne McClain)                                                 | Disney Descendants 3                      |

- Biblioteca Nacional de España: XX5658431
- Bibliothèque nationale de France: cb170350646 (data)
- Gemeinsame Normdatei: 1235287750
- International Standard Name Identifier: 0000 0004 5957 7728
- Library of Congress Control Number: no2015153951
- MusicBrainz: 065bf89f-c15c-49b1-ad06-73524a6dd658
- Système universitaire de documentation: 262215446
- Virtual International Authority File: 118145003299561300706
- WorldCat: E39PBJckPYQMtCPhWVQkKPFkDq